# XVI Mistrzostwa Świata w Lataniu Precyzyjnym
XVI Mistrzostwa Świata w Lataniu Precyzyjnym – zawody lotnicze Międzynarodowej Federacji Lotniczej (FAI) w lataniu precyzyjnym, zorganizowane w dniach 19-24 lipca 2004 w Herning w Danii, razem z XIV Mistrzostwami Świata w Lataniu Rajdowym. Pierwsze i trzecie miejsce oraz pierwsze drużynowo zajęli w nich zawodnicy polscy.

## Uczestnicy
W zawodach sklasyfikowano 70 zawodników
z Polski (8), Czech (8), RPA (8), Danii (8), Austrii (6), Francji (5), Rosji (4), Wielkiej Brytanii (4), Szwecji (4), Norwegii (4), Niemiec (3), Finlandii (3), Słowacji (2), Szwajcarii (2), Słowenii (1).
Najpopularniejszym typem samolotu była Cessna 150 (27 pilotów), następnie Cessna 152 (23), Cessna 172 (10), Glastar (2), Zlin 43 (2), 3Xtrim (1), PZL-104M Wilga 2000 (1), SAI KZ-III (1), Robin (1), MS-880B Rallye Club (1), C42B (1) (liczby uczestniczących samolotów były mniejsze, gdyż część zawodników korzystała z tych samych maszyn).
W skład polskiej ekipy wchodziło 8 zawodników (samolot, nr rej.):
- Michał Bartler - Cessna 152 SP-FGX
- Zbigniew Chrząszcz - Cessna 152 SP-KDM
- Janusz Darocha - Cessna 152 SP-FZY
- Marek Kachaniak - Cessna 152 SP-KDM
- Krzysztof Skrętowicz - Cessna 152 SP-FZY
- Krzysztof Wieczorek - 3Xtrim 550 Trainer SP-YEX
- Michał Wieczorek - Cessna 152 SP-FGX
- Wacław Wieczorek - PZL-104M Wilga 2000 SP-AHV

## Przebieg
19 lipca 2004 nastąpiło otwarcie zawodów, a 20 lipca oficjalny trening.
21 lipca 2004 rozgrywana była konkurencja nawigacyjna, po której dwa pierwsze miejsca zajęli Polacy - Krzysztof Wieczorek (tracąc jedynie 6 punktów karnych) i Marek Kachaniak, a trzecie Czech Petr Opat. Czołowe wyniki:
1. Krzysztof Wieczorek  Polska - 6 pkt
2. Marek Kachaniak  Polska - 32 pkt
3. Petr Opat  Czechy - 33 pkt
4. Janusz Darocha  Polska - 41 pkt
5. Jiří Filip  Czechy - 47 pkt
6. Robert Verbančič  Słowenia - 47 pkt
7. Jiří Jakeš  Czechy - 53 pkt
8. Zbigniew Chrząszcz  Polska - 54 pkt
9. Wacław Wieczorek  Polska - 56 pkt

22 lipca 2004 rozgrywana była konkurencja lądowań. Pierwsze i drugie miejsce ex aequo i tytuł mistrza świata w lądowaniu precyzyjnym zdobyli Francuzka Nathalie Strube i Michał Bartler (po 4 pkt karne), trzecie Fin Harri Vähämaa. Drużynowo w konkurencji lądowań wygrała Polska (7 pkt) przed Szwecją (71 pkt) i Czechami (78 pkt). W klasyfikacji generalnej, Krzysztof Wieczorek utrzymał prowadzenie. Czołowe wyniki konkurencji lądowań:
1. Nathalie Strube  Francja C-152 (F-GBQD) - 4 pkt
2. Michał Bartler  Polska C-152 (SP-FGX) - 4 pkt
3. Harri Vähämaa  Finlandia C-152 (SE-IMA)- 12 pkt
4. Håkon Fosso  Norwegia C-150 (LN-KCE) - 13 pkt
5. Nigel Hopkins  Południowa Afryka C-150 (OY-SUP) - 16 pkt
6. Marek Kachaniak  Polska C-152 (SP-KDM) - 16 pkt
7. Wacław Wieczorek  Polska Wilga 2000 (SP-AHV) - 17 pkt
8. Erling Lindholm  Szwecja C-150 (SE-ETO) - 18 pkt
9. Petr Opat  Czechy C-152 (OK-NAV) - 19 pkt
10. Dmitrij Suchariew  Rosja C-150 (OY-BYD) - 19 pkt

23 lipca 2004 miała miejsce druga konkurencja nawigacyjna, w której trzy pierwsze miejsca zajęli Polacy: w kolejności Krzysztof Wieczorek, Wacław Wieczorek i Zbigniew Chrząszcz (ex aequo z Petrem Opatem).
1. Krzysztof Wieczorek  Polska - 24 pkt
2. Wacław Wieczorek  Polska - 35 pkt
3. Zbigniew Chrząszcz  Polska - 41 pkt
4. Petr Opat  Czechy - 41 pkt
5. Nigel Hopkins  Południowa Afryka - 51 pkt
6. Patrick Bats  Francja - 52 pkt
7. Michal Filip  Czechy - 53 pkt
8. František Cihlář  Czechy - 56 pkt
9. Janusz Darocha  Polska - 57 pkt

Zawody zakończyły się sukcesem polskich zawodników: Krzysztof Wieczorek zajął pierwsze miejsce, Wacław Wieczorek (brat Krzysztofa) trzecie, a dalszych 3 polskich pilotów miejsca w pierwszej dziesiątce. Polska zwyciężyła również zespołowo. Ponadto, warto podkreślić, że zdobywcy złotego i brązowego medalu latali samolotami polskiej konstrukcji 3Xtrim i Wilga.

## Wyniki

### Indywidualnie
| #   | Pilot               | Państwo | Samolot            | Nr rejestracyjny | Punkty karne za: rozpoznanie + nawigację + lądowania = ogółem | Punkty karne za: rozpoznanie + nawigację + lądowania = ogółem | Punkty karne za: rozpoznanie + nawigację + lądowania = ogółem | Punkty karne za: rozpoznanie + nawigację + lądowania = ogółem |
| 1.  | Krzysztof Wieczorek | Polska  | 3Xtrim 550 Trainer | SP-YEX           | 0                                                             | 30                                                            | 41                                                            | = 71                                                          |
| 2.  | Petr Opat           | Czechy  | Cessna 152         | OK-NAV           | 20                                                            | 54                                                            | 19                                                            | = 93                                                          |
| 3.  | Wacław Wieczorek    | Polska  | PZL Wilga 2000     | SP-AHV           | 20                                                            | 71                                                            | 17                                                            | = 108                                                         |
| 4.  | Marek Kachaniak     | Polska  | Cessna 152         | SP-KDM           | 20                                                            | 86                                                            | 16                                                            | = 122                                                         |
| 5.  | Nigel Hopkins       | RPA     | Cessna 150         | OY-SUP           | 40                                                            | 105                                                           | 16                                                            | = 160                                                         |
| 6.  | Michał Bartler      | Polska  | Cessna 152         | SP-FGX           | 60                                                            | 102                                                           | 4                                                             | = 166                                                         |
| 7.  | Zbigniew Chrząszcz  | Polska  | Cessna 152         | SP-KDM           | 20                                                            | 75                                                            | 76                                                            | = 171                                                         |
| 8.  | Jiří Jakeš          | Czechy  | Cessna 152         | OK-NAV           | 50                                                            | 82                                                            | 46                                                            | = 178                                                         |
| 9.  | František Cihlář    | Czechy  | Cessna 152         | OK-IKC           | 60                                                            | 62                                                            | 66                                                            | = 188                                                         |
| 10. | Patrick Bats        | Francja | Cessna 152         | F-GDDM           | 100                                                           | 36                                                            | 55                                                            | = 191                                                         |

Dalsze miejsca polskich zawodników:
| 12. | Krzysztof Skrętowicz | Polska | Cessna 152 | SP-FZY | 40 + 124 + 40 = 201  |
| 14. | Janusz Darocha       | Polska | Cessna 152 | SP-FZY | 20 + 78 + 171 = 269  |
| 24. | Michał Wieczorek     | Polska | Cessna 152 | SP-FGX | 180 + 87 + 132 = 399 |

### Zespołowo
1. Polska  - 301 pkt karnych
  1. Krzysztof Wieczorek - 71 pkt, #1
  2. Wacław Wieczorek - 108 pkt, #3
  3. Marek Kachaniak - 122 pkt, #4
2. Czechy  - 459 pkt karnych
  1. Petr Opat - 93 pkt, #2
  2. Jiří Jakeš - 178 pkt, #8
  3. František Cihlář - 188 pkt, #9
3. Francja  - 820 pkt karnych
  1. Patrick Bats - 191 pkt, #10
  2. Nathalie Strube - 311 pkt, #18
  3. Joël Tremblet - 318 pkt, #21
4. Dania - 1308 pkt karnych
  1. Hans Birkholm - 288 pkt, #16
  2. Allan Hansen - 420 pkt, #26
  3. Kurt Gabs - 600 pkt, #36
5. Szwecja - 1335 pkt karnych
6. Austria - 1647 pkt karnych
7. RPA - 1929 pkt karnych
8. Wielka Brytania - 2314 pkt karnych
9. Norwegia - 2413 pkt karnych
10. Niemcy - 2461 pkt karnych
11. Rosja - 3524 pkt karnych
12. Finlandia - 6482 pkt karnych